# جبهة سد البحر
جبهة سد البحر هي محاولة لإنزال قوة عسكرية من القوات البريطانية والفرنسية في 25 أبريل 1915 أثناء الحرب العالمية الأولى في منطقة كيب حلس بجاليبولي لمحاربة العثمانيين . وعلى الرغم من الدفاعات الهزيلة وأن البريطانيين تمكنوا من الحصول على موطئ قدم على الشاطئ، ولكن كانت خططهم في حالة من الفوضى. ولمدة شهرين قاتل البريطانيين عدة معارك مكلفة للوصول إلى أهداف اليوم الأول ولكنهم هزموا على يد الجيش العثماني .